# Liam De Young
Liam Andrew De Young (Brisbane, 10 december 1981) is een voormalig hockeyer uit Australië.
De Young speelde meer dan 300 interlands voor het Australische hockeyelftal. De Young kwam uit in vier op één volgende wk finales en won tweemaal de wereldtitel. Tijdens De Young zijn olympische debuut in 2004 won hij de gouden medaille door met zijn ploeggenoten Nederland te verslaan door middel van een golden goal. In 2008 en 2012 won De Young de olympische bronzen medaille. Tevens won De Young ook viermaal de Champions Trophy.

## Erelijst
- 2001 –  Champions Trophy in Rotterdam
- 2002 – 5e Champions Trophy in Keulen
- 2002 –  Wereldkampioenschap in Kuala Lumpur
- 2004 –  Olympische Spelen in Athene
- 2005 –  Champions Trophy in Chennai
- 2006 – 4e Champions Trophy in Terrassa
- 2006 –  Wereldkampioenschap in Mönchengladbach
- 2007 –  Champions Trophy in Kuala Lumpur
- 2008 –  Champions Trophy in Rotterdam
- 2008 –  Olympische Spelen in Peking
- 2009 –  Champions Trophy in Melbourne
- 2010 –  Wereldkampioenschap in New Delhi
- 2011 –  Champions Trophy in Auckland
- 2012 –  Olympische Spelen in Londen
- 2014 –  Wereldkampioenschap in Den Haag